# Вощак, Ярослав Антонович
Ярослав Антонович Воща́к (19 февраля 1921, Броды, Тарнопольское воеводство — 2 марта 1989, Лесной, Минская область) — советский дирижёр, музыкальный педагог. Народный артист СССР (1979).

## Биография
В 1939 году окончил Высший музыкальный институт имени Н. В. Лысенко во Львове. Учителями были Николай Колесса, Станислав Людкевич, Василий Барвинский, Анатолий Кос-Анатольский.
С 1940 года — хормейстер, с 1944 — дирижёр, с 1953 — главный дирижёр Львовского театра оперы и балета.
В 1963—1965 годах — главный дирижёр Одесского театра оперы и балета.
В 1965—1967 годах — главный дирижёр симфонического оркестра Государственной филармонии в Грозном (Чечено-Ингушская АССР).
В 1967—1970 годах — главный дирижёр Воронежского театра оперы и балета
В 1970—1972 годах — главный дирижёр Казанского театра оперы и балета. В эти же годы преподавал в Казанской консерватории.
В 1972—1980 годах — главный дирижёр Белорусского театра оперы и балета (Минск).
В 1973—1976 годах преподавал в Белорусской консерватории.
В 1982—1983 годах сотрудничал с Башкирским театром оперы и балета (Уфа).
Выступал как симфонический дирижёр.
Член КПСС с 1953 года.
Умер 2 марта 1989 года в онкологической клинике в посёлке Лесной Минского района Минской области. Похоронен на Северном кладбище — 1 в Минском районе.

### Семья
- Дочь — Одарка Ярославовна, солистка оркестра Мариинского театра, арфистка. Заслуженная артистка России (2009)[2]
- Дочь — Оксана Ярославовна, концертмейстер Львовской музыкальной школы имени С. Крушельницкой
- Первая жена — Галина Анатольевна Поливанова (1929—2020), певица. Народная артистка Украинской ССР (1963)
  - Пасынок — Валерий Поливанов, концертмейстер группы ударных Российского национального оркестра, затем Национального филармонического оркестра России, Заслуженный артист Российской Федерации
- Вторая жена — Эмилия Ивановна Шумилова (1929—2008), балерина, балетовед, заведующая кафедрой Минского института культуры, затем профессор кафедры хореографии Академии славянской культуры (Москва)
  - Пасынок — Валерий Борисович Макаров
- Третья жена — Галина Георгиевна Синельникова (род. 1949), балерина, педагог.

## Звания и награды
- Народный артист Украинской ССР (1952)
- Народный артист СССР (1979)
- Государственная премия Белорусской ССР (1990, посмертно)[3]
- Орден Трудового Красного Знамени (1960)
- Орден «Знак Почёта» (1951)[4]

## Дирижёр-постановщик

### Львовский театр оперы и балета
Оперы
- 1954 — «В степях Украины» О. А. Сандлера
- 1957 — «Навстречу солнцу» («Зарево») А. И. Кос-Анатольского
- 1958 — «Лесная песня» В. Д. Кирейко
- 1960 — «Украденное счастье» Ю. С. Мейтуса
- «Богдан Хмельницкий» К. Ф. Данькевича
- «Борис Годунов» М. П. Мусоргского
- «Иван Сусанин» М. И. Глинки
- «Пиковая дама» П. И. Чайковского
- «Мазепа» П. И. Чайковского
- «Галька» С. Монюшко
- «Проданная невеста» Б. Сметаны
- «Аида» Дж. Верди
- «Кармен» Ж. Бизе
- «Дуэнья» С. С. Прокофьева

Балеты
- 1951 — «Платок Довбуша» А. И. Кос-Анатольского
- 1956 — «Сойкино крыло» А. И. Кос-Анатольского

### Одесский театр оперы и балета
Оперы
- «Дочь ветра» Ю. С. Мейтуса

### Воронежский театр оперы и балета
Оперы
- «Мазепа» П. И. Чайковского
- «Трубадур» Дж. Верди
- «Чио-Чио-сан» Дж. Пуччини
- «Князь Игорь» А. П. Бородина
- «Русская женщина» К. В. Молчанова
- «В бурю» Т. Н. Хренникова
- «Зоя» В. М. Юровского на стихи М. И. Алигер (музыкально-драматическая поэма)

### Белорусский театр оперы и балета
Оперы
- «Джордано Бруно» С. А. Кортеса
- «Миндия» О. В. Тактакишвили
- «Сельская честь» П. Масканьи
- «Борис Годунов» М. П. Мусоргского
- «Дон Карлос» Дж. Верди
- «Севильский цирюльник» Дж. Россини
- «Фауст» Ш. Гуно
- «Дикая охота короля Стаха» В. Е. Солтана.

Балеты
- «Лебединое озеро» П. И. Чайковского
- «Кармен-сюита» Ж. Бизе в оркестровке Р. К. Щедрина
- «Спартак» А. И. Хачатуряна
- «Болеро» М. Равель
- «Кармина Бурана» на музыку К. Орфа (вокально-хореографическое представление)
- «Крылья памяти» В. П. Кондрусевича.

### Башкирский театр оперы и балета
Оперы
- «Дон Карлос» Дж. Верди
- «Аида» Дж. Верди
- «Салават Юлаев» З. Г. Исмагилова

## Память
В 2002 году в зеркальном зале Львовского театра оперы и балета имени С. Крушельницкой были установлены бюсты пяти творцов, которые внесли значительный вклад в развитие коллектива. Среди них и скульптурный портрет дирижёра Ярослава Вощака.